# Willa Este w Konstancinie-Jeziornie
Willa Este w Konstancinie-Jeziornie – zabytkowa willa zlokalizowana w Konstancinie-Jeziornie przy ul. Batorego 19.

## Historia
Obiekt został zbudowany dla właściciela prywatnego według projektu warszawskiego architekta Mikołaja Tołwińskiego prawdopodobnie w 1911 roku. Twórca wzorował się na dziełach Josepha Marii Olbricha. Willa o niesymetrycznym układzie pomieszczeń jest zorientowana na południe, zbudowana w głębi posesji i otoczona terenem zielonym. Wejście umieszczone jest w narożniku i prowadzi do dobrze oświetlonej klatki schodowej. Najbardziej reprezentacyjne pomieszczenie willi to jadalnia na parterze, która nie łączy się bezpośrednio z kuchnią. Jest dobrze doświetlona od północy oraz ocieniona loggią od południa. Powierzchnia kondygnacji wynosi około 150 m². Nad rozczłonkowaną bryłą budowli dominuje wieżyczka.
Do niemieckich rozwiązań secesyjnych nawiązywały wygładzone płaszczyzny tynku o zdecydowanej fakturze, a także proste, pozbawione zdobień otwory okienne oraz drzwiowe, oszczędnie stosowany detal architektoniczny, rozległe stosowanie dachówki (nawet na parapetach), formy szczytów i wprowadzone w tynk zielone płytki ceramiczne. Ze stylem dworkowym willę łączą proste formy kolumn (brak baz i kapiteli) i prowincjonalna forma ganku od północy.
Willa po II wojnie światowej niszczała. Po 1989 stała się ponownie własnością prywatną i została wyremontowana bez poszanowania pierwotnych rozwiązań stylowych (likwidacja charakterystycznych płytek ceramicznych i fontanny, zamurowanie ganków i wycięcie historycznej zieleni).